# Стон (единица измерения)

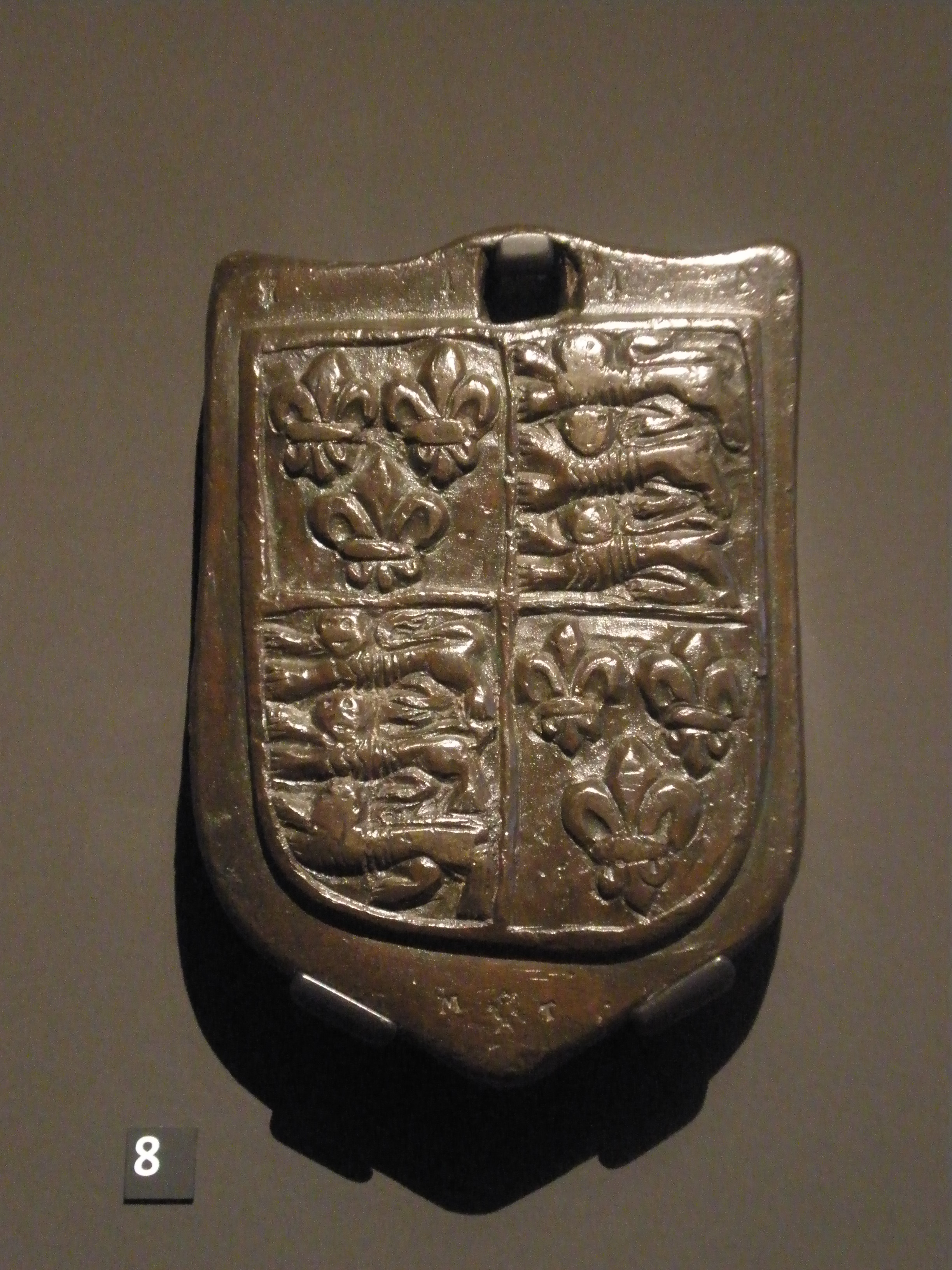
Бронзовая гиря в 1 стон, Англия, 2-я пол. XVI в.

Стон или сто́ун (англ. stone, сокр. st.; букв. «камень») — британская единица измерения массы, равная 14 фунтам или 6,35029318 килограммам. В Великобритании и Ирландии используется как единица массы тела человека и животных. Так, англичанин может сказать, что весит 11 стонов 4 фунта (англ. 11 stone 4); американец бы выразил свой вес только в фунтах, а житель континентальной Европы — в килограммах.
Исторически стон был единицей веса мяса, сыра, овощей, шерсти, воска и подобных продуктов. При этом значения стона сильно различалось в зависимости от города и от типа взвешиваемого товара. Так, согласно первому изданию Британской энциклопедии (1768—1771), один стон говядины был равен 8 фунтам в Лондоне, 12 фунтам в Хартфордшире и 16 фунтам в Шотландии.
В 1985 году, в соответствии с Актом мер и весов (англ. Weights and Measures Act), стон был изъят из списка единиц измерения массы, допустимых для использования в торговле в Великобритании.